# Tărpiu (okręg Kluż)
Tărpiu – wieś w Rumunii, w okręgu Kluż, w gminie Jichișu de Jos. W 2011 roku liczyła 98 mieszkańców.